# Emporion (Via Appia Antica)

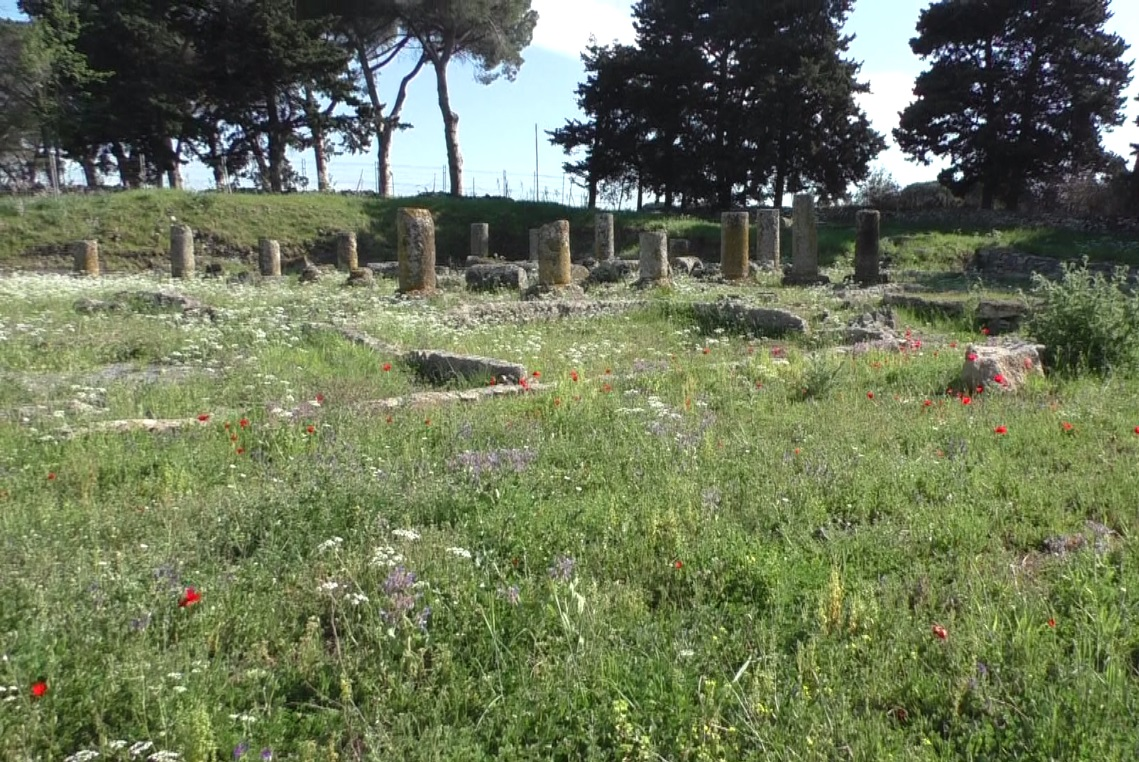
Marktplatz an der Via Apia

Mit Emporion, früher auch Tempio di Ercole, wird in Rom eine rund zehn Kilometer südöstlich der Porta San Sebastiano (etwa auf Höhe des Flughafens Ciampino) an der Via Appia Antica gelegene Ausgrabungsstätte bezeichnet.
Die Bezeichnung „Tempio di Ercole“ (= „Herkulestempel“) ging auf eine Erwähnung des römischen Dichters Martial zurück, nach der Kaiser Domitian in der Nähe des achten Meilensteins der Via Appia dem Herkules ein Heiligtum gewidmet habe. Jüngere Ausgrabungen haben jedoch diese Funktion als unwahrscheinlich erscheinen lassen. Die Archäologen gehen heute eher davon aus, dass es sich um ein Emporion, d. h. einen Markt, aus der späten republikanischen Zeit handelt. Er war von einer Reihe zum Teil bis heute erhaltener Grabmonumente umgeben, die damals die großen Ausfallstraßen begleiteten.
Von der Via Appia aus gelangte man durch eine Portikus in einen rechteckigen Innenhof, der an der gegenüberliegenden und den beiden flankierenden Seiten von Säulen in Toskanischer Ordnung umstanden war. Dahinter erreichte man an diesen drei Seiten insgesamt 15 Geschäfte oder Produktionsstätten mit Wänden in Opus reticulatum.